# Ферхад-паша Соколович
Ферха́д-паша́ Соколо́вич (босн. Ferhad-paša Sokolović, серб. Ферхад-паша Соколовић), также Соколлу́ Ферха́д-паша́ (тур. Sokollu Ferhad Paşa), Ферха́т-бег Банялу́кский (босн. Ferhat-beg Banjalučki) и Бошня́к Га́зи Ферха́д-паша́ (босн. Bošnjak Gazi Ferhad-paša; ум. 1590) — османский военачальник, первый бейлербей Боснии.
Ферхад происходил из влиятельной сербской семьи Соколовичей и был двоюродным братом великого визиря Соколлу Мехмеда-паши, родственником патриарха Макария Соколовича и дядей известного историка Ибрагима Печеви. Практически вся жизнь Ферхада прошла в Боснии: он был санджакбеем Клиса, затем Боснии. После завоеваний Ферхада османская Босния увеличилась в размерах, и был создан эялет, первым бейлербеем которого стал Ферхад. В эялете Ферхад построил множество общественных зданий, включая мечеть Ферхадие и хаммам. Водопровод Ферхада-паши использовался до начала XX века.

## Биография

### Происхождение
Ферхад происходил из сербской семьи, обладавшей большой властью и репутацией в Боснии — семьи Соколовичей. Отец Ферхада принял ислам, его звали Рустем-бей. Дата рождения Ферхада неизвестна. Поскольку известно, что Ферхад умер «на пике мужественности» в 1590 году, о дате рождения его можно было сказать, что она приходится на промежуток между третьим и четвёртым десятилетиями шестнадцатого века.

### Начало карьеры
Известно, что Ферхад попал в Стамбул по системе девширме, был обращён в ислам и обучался в Эндеруне, после Эндеруна он служил как улуфеджи (тур. ulûfeci — янычар-кавалерист). Осенью 1566 года по протекции Соколлу Мехмеда Ферхад-паша получил назначение на должность санджакбея Клиса — крепости, располагавшейся недалеко от Сплита.
Во время Кипрской войны капудан Пияле-паша провёл несколько рейдов османского флота вдоль венецианских владений на побережье Далмации. Ферхад, как санджакбей Клиса, поддерживал операции флота с материка. Ферхад показал себя способным военачальником и храбрым воином. Он атаковал и опустошил районы Шибеника и Задара, однако из-за нехватки оружия, боеприпасов и продуктов, его армия была вынуждена уйти. Вскоре Ферхад занял Земуник, который стал одним из османских опорных пунктов в районе Задара. В войне против венецианцев Ферхад-бей захватил Бродин, Бела-Стену и Озрен. В 1570 году он покорил крепость Весполье и после укрепления и назвал их Седди Ислам. Он захватил и укрепил Плоник, Скрадин, Орнис, Обровац, башни Вичево и плодородную Тинью, которая стала собственностью семьи Соколовичей. Ферхад-бей значительно расширил территорию Клисского санджака. Когда боевые действия в Далмации утихли, Ферхаду сообщили, что вторжение в Боснию готовит каноник Загреба Филипович. Вместе с санджакбеем Герцеговины Синан-беем Больяничем, также принадлежавшим к клану Соколовичей, Ферхад-бей победил Филиповича и отправил его в Константинополь. Там каноник был обращён в ислам и получил имя «Мехмед». Он является основателем семьи беев Филиповичей.
В своей «Истории Боснии» османский историк XIX века Мувеккит утверждал:
… Тогда неверные сдались и согласились заключить мир с Ферхадом-пашой, определив границы в соответствии с его пожеланиями. Ферхад-паша остановился у  берега моря и бросил булаву, которую держал в руке со словами: «До того места, где упала булава, наша земля!», и так определили границу, и, следовательно, граничные столбы.
Успехи Ферхада были оценены султаном и великим визирем и после окончания войны весной 1573 года Ферхад стал санджакбеем Боснии вместо своего родственника, Мехмеда Соколовича, переведённого в Стамбул и ставшего лалой сына султана. На посту санджакбея Клиса Ферхада сменил брат Али-бей Соколович. Когда произошло назначения, точно неизвестно, но впервые Ферхад назван в документах санджакбеем Боснии в марте 1573 года.
Первой крупной операцией Ферхада на посту санджакбея Боснии в 1573/1574 году стал набег на Бихач. В том же году он вторгся на территорию Хорватии, где недалеко от города Будаски на реке Радонич (притоке Кораны) он столкнулся с армией австрийского генерала барона Хербарда Ауэршперга. 22 сентября 1575 года произошла битва, в которой Ауэршперг был убит, его армия разбита, а сын графа Вольф Энгельберг попал в плен. Чтобы выкупить из плена сына, мать Вольфа заплатила 30 000 дукатов, на которые Ферхад построил мечеть и другие общественные здания в Баня-Луке. Несмотря на мирный договор Османской империи с Габсбургами от 1568 года, возобновлённый Мехмедом-пашой в 1575 году, Ферхад продолжал осуществлять набеги на территории противника. В течение 1576 года было от 50 до 60 вторжений. В апреле 1576 года Ферхад с семью тысячами солдат напал на Храстовицу, занял Бужим в июне и Цазин в июле. Его следующей целью был Бихач, куда он сумел оттянуть значительную часть армии противника, а тем временем вторгся на незащищенные территории Венеции и Габсбургов. В течение всей весны и лета вторжения боснийских санджаков в Хорватию, Словению и Венгрию не прекращались. В начале 1577 года вступил в силу мирный договор, заключённого между Австрией и Османской империей австрийским посланником при османском дворе Давидом Унгнадом фон Зоннеком. Унгнад потребовал, чтобы Цазин и Бужим были возвращены за выплату в 50 000 цехинов, но Мехмед-паша отклонил это предложение. Набеги Ферхада продолжились, он захватил Мутник, Велика-Кладушу, Печ, Подзвизд и Зрин. Таким образом, под контролем Ферхада оказалась почти вся долина Уны за исключением Бихача. Затем Ферхад подошёл к Дубовацу, но был перехвачен у Кораны генералом Иоганном Фаранбергом и вынужден был отступить. Это вызвало воодушевление в Вене, и в Австрии начали готовить военную кампанию против Ферхад-бея. Ферхад был оповещен об этом, а также о том, что эрцгерцог Карл назначил капитана Каринтии Иоанна Ковенхиллера командующим и дал ему более 10 000 воинов для противодействия нападениям Ферхада. Весной армии Ковенхиллера удалось завоевать Цазин, Зрин и Бужим, но в 1578 году Ферхад опять захватил утраченные города, а также покорил Дрежник, после чего на этих землях был основан новый санджак со столицей в городке Острожец (Ostrožec). За успехи в активной деятельности по завоеванию христианских земель Ферхада называли гази.
Считается, что в том же 1578 году Ферхад-бей Соколович привез большое количество влахов из Старой Сербии к боснийско-хорватской границе и поселил в укреплённых городках для охраны границ. Осенью 1579 года Ферхад занял Краину, ему помогали влахи. Ферхад доверил им несколько таких укреплённых городков (Цазин и Острозак) для проживания и защиты их от нападений. Но как только Ферхад вернулся в Травник, они немедленно связались с Фаранбергом и передали ему Острозак и другие укрепления. В Вене и Граце было подписано мирное соглашение, но Ферхад не учитывал его в своих действиях. Местные жители массово покидали Краину из-за превратностей жизни в пограничных землях.

### Бейлербей
Весной 1580 года (по одним данным после 25 апреля, по другим 18 марта) был создан Боснийский эялет, первым бейлербеем которого со званием паши в сентябре 1580 года (4 сентября назначен, 20 сентября получил приказ) был назначен фактический завоеватель большинства земель эялета Ферхад-паша. «Выдающийся и уважаемый Ферхад-паша» находился в этой должности в течение восьми лет, базируясь в Баня-Луке, который стал столицей эялета. Печеви, приходившийся Ферхаду племянницом, писал, что по прибытии в Баня-Луку с Ферхадом находилось около тысячи человек, в числе которых «его сопровождали от двух до трехсот отборных парней, называвшихся дели, в костюмах из волчьих шкур и в волчьих колпаках». В состав эялета входили санджаки: Босния, Герцеговина, Клис, Пакрац и Крка, которые до этого были частью Румелийского эялета, Зворник и Позески, которые ранее относились к Будинскому эялету. С созданием этого эйалета боснийский бейлербей получил в управления территорию бо́льшую, чем любой средневековый боснийский правитель. Политика Ферхада-паши состояла не только в войнах против Вены и Венеции; в то же время он вёл переписку с Рагузой, гарантируя безопасность торговцев и получая взамен через послов богатые дары. В последние годы Ферхад-паша меньше воевал. Самой заметной его кампанией стало нападение на Карниолу с отрядом из 9 тысяч человек в октябре 1584 года. Возвращаясь с богатой добычей, в Слуне он встретил бана Торна Эрдоеди, пытавшегося перехватить бейлербея, но Ферхад разбил бана. В 1585 году Ферхад предпринимал несколько попыток захватить Бихач, пытаясь завершить завоевание долины Уны.
В 1588 году Ферхад был назначен бейлербеем Буды, в этой должности он пробыл только два года: в сентябре 1590 года он был убит одним из своих рабов. Его тело было доставлено в Баня-Луку и похоронено в тюрбе возле мечети Ферхадие. Почти одновременно с переездом в Буду он взял в свой дом осиротевшего сына сестры, будущего известного историка Ибрагима Печеви. После убийства Ферхада Ибрагима взял к себе другой родственник, Соколлузаде Лала Мехмед-паша.

## Благотворительность
Наиболее значимым его вклад был в строительство Баня-Луки. Ферхад-паша Соколович является основателем той части Баня-Луки, которая носит название Дони Шехер. Здесь он построил крепость, которая первоначально служила арсеналом. С Ферхада началась новая глава в развитии Баня-Луки, он превратил небольшое поселение в значительный для того времени город.
- В нижнем течении Врбаса он основал поселение Касаба Лишня (сегодня это одноимённая деревня недалеко от Прнявора)[20].
- Мечеть Ферхадие с тонким минаретом, которую называют одним из самых красивых архитектурных памятников османской эпохи в Боснии. Выстроена на деньги, полученные от семьи австрийского генерала Хербарда Ауэршберга, которого Ферхад победил в битве у реки Радонья близ Будаски 22 сентября 1575 года. Хербард пал в битве, а его сын Вольф был взят в плен. Мать Вольфа, чтобы спасти сына, выкупила его за 30 000 дукатов[21][22]. 7 мая 1993 года мечеть была взорвана, но впоследствии восстановлена[6][21].
- Мектеб[23].
- Хаммам возле Ферхадие был построен незадолго до 1585 года. У него была своя собственная система водоснабжения, которая служила до строительства современного водопровода в 1907/1908 годах. Про этот хаммам Эвлия Челеби писал, что он красив и знаменит. Путешественник так же отмечал, что благодаря водопроводу у каждого большого дома в Баня-Луке есть баня[23][22].
- Шадырван (крытый фонтан) из красного мрамора во дворе мечети. Вода этого колодца течет из двенадцати труб. Ранее каменный бассейн был покрыт куполообразным деревянным павильоном с шестью деревянными колоннами. Ферхад-паша провёл воду в свой хаммам из долины Павловича. Система водоснабжения использовалась до строительства современной системы водоснабжения в Баня-Луке. Шадырван был снесён вместе с мечетью 7 мая 1993 года[24][6][22].
- Хаммам в Костайницкой касабе. Он служил до 1689 года, когда османы потеряли город. Видимо, при этом хаммам был разрушен. Единственный документ, из которого известно о его существовании — вакуфнаме Ферхада. Это был самый западный хаммам на Балканском полуострове[25][22].
- Караван-сарай Ферхад-паши в Баня-Луке был построен незадолго до 1587 года, время его разрушения неизвестно. Судя по земле, занимаемой ранее караван-сараем, это было большое здание. Согласно вакуфнаме, оно было покрыто свинцовой кровлей. Здание рухнуло, а земля, на которой он стоял называется Ханиште[24][22].
- Безистан в Баня-Луке. Торговая улица, которая до 1957 года имела деревянную крышу. По местным преданиям ранее она была покрыта каменными сводами. Описание Эвлии Челеби («Изысканный безистан с сотней магазинов») — это единственная информация о существовании здания. Что случилось с безистаном неизвестно. Возможно, он пострадал в каком-то пожаре и был разрушен. Скорее всего, это случилось в 1690 году, когда во время Венской войны крупное подразделение австрийской армии захватило и сожгло Баня-Луку[24].
- Большой деревянный мост через Врбас[24][22].
- Каменный мост через ручей Црквин[24][22].
- Мельница с тремя лебедками на Врбасе[22].
- Водяная мельница на холме, известном как Тинь (Тињ)[22].
- Мощеные булыжником дороги от Старой Баня-Луки до ручья Црквин шириной 5 саженей и от мектеба до арсенала[22][6][21].

В непосредственной близости от Ферхадие располагается башня с часами, однако не все историки полагают, что она возведена Ферхад-пашой, поскольку не упоминается в его вакуфнаме. Башня была снесена в 1993 году вместе с мечетью.
Чтобы поддерживать построенные учреждения, мосты и дороги, он пожертвовал созданному им вакуфу 200 магазинов, один караван-сарай, хаммам, мельницу с тремя лебедками на Врбасе и большой дворец для наместников Боснии. Как писал Эвлия Челеби «с 1576 по 1578 год он построил не менее двухсот шестнадцати сооружений: знаменитую мечеть Ферхадия, рядом с ней — мектеб и тюрбе для себя, затем шадырван и хаммам, а для них — специальный водопровод, затем башню с часами. Караван-сарай и зернохранилище, а в непосредственной близости от мечети есть 200 ремесленных и торговых магазинов, это Чаршия, ещё один мост через ручей Црквина, деревянный мост через Врбас, около этих зданий до 2 км булыжные мостовые [брусчатка] шириной 5 арок от Верхнего Шехера до ручья Црквина».

## Семья
Самым известным и самым влиятельным членом семьи был Соколлу Мехмед-паша, о котором сохранилось много информации. Отец Ферхада, Рустем-бей, был дядей по отцу Мехмеда-паши. Братьями Ферхада были умерший в должности бейлербея Диярбакыра в 1578 году в Иранской кампании Дервиш-паша (его путают с Дервиш Мехмедом-пашой, занимавшим пост великого визиря в 1606/1607 году), и Кара Али-бей, занимавший пост санджакбея Клиса после Ферхада и погибший при падении Эстергома в 1595 году.
Близкими родственниками Ферхада были Макарий Соколович (двоюродный брат или племянник), назначенный Соколлу Мехмедом-пашой на должность сербского патриарха Мехмедом-пашой и возродивший патриархат в Пече, и историк Ибрагим Печеви, писавший: «Так как он был моим дядей со стороны матери, я был приближенным Ферхад-паши, павшего мучеником за веру в Будине».